# Indomolannodes lirr
Indomolannodes lirr är en nattsländeart som beskrevs av Malicky och Chantaramongkol 1989. Indomolannodes lirr ingår i släktet Indomolannodes och familjen skivrörsnattsländor. Inga underarter finns listade i Catalogue of Life.